# XIV Festival de la Leche y la Carne
La XIV versión del Festival de la Leche y la Carne fue un evento realizado los días 25 y 26 de enero de 2019 en el Estadio Parque Schott de Osorno en Chile. El evento fue desarrollado por la Ilustre Municipalidad de Osorno.

## Artistas[3]

### Cantantes
- María José Quintanilla

- Damas Gratis

- Camila Gallardo

- José Alfredo Fuentes

- Santaferia

### Humoristas
- Dino Gordillo

- Stefan Kramer

## Programación[4][5]

### Viernes 25 de enero
- Grupo Folclórico Bordemar

- María José Quintanilla

- Dino Gordillo

- Damas Gratis

### Sábado 26 de enero
- Camila Gallardo

- Stefan Kramer

- José Alfredo Fuentes

- Santaferia

## Competencia Folclórica
| País             | Intérprete                   | Tema                         |
| ---------------- | ---------------------------- | ---------------------------- |
| Bandera de Chile | Huari                        | Raza de Morenos              |
| Bandera de Chile | Mixtura                      | Lo que guarda el corazón     |
| Bandera de Chile | Las Pecadoras                | Corazón de Loica             |
| Bandera de Chile | Camila Paz                   | Que haré sin tu piel         |
| Bandera de Chile | Grupo Kal                    | Y no hay Tierra Donde Anclar |
| Bandera de Chile | Karina Fuentes y Soto Amigos | Rayen Copihue                |

     Ganadora de la competencia.
     Segundo lugar en la competición.
     Tercer lugar en la competición.

## Candidatas a Reina de Osorno 2019
| Candidata         | Resultado |
| ----------------- | --------- |
| Anaís Vera        | Ganadora  |
| Thiaren Cereceda  |           |
| Bárbara Boettcher |           |
| Celeste Cárdenas  |           |

     Ganadora de la competencia.